# Цикл женских турниров ITF 2011 (июль — сентябрь)
Цикл женских турниров ITF 2011 (англ. 2011 ITF Women's Circuit) — ежегодный женский тур профессиональных теннисистов, проводимый Международной федерацией тенниса.
Статья содержит результаты третьей четверти года — с июля по сентябрь.

## Расписание

### Легенда
| Призовой фонд |
| 100.000 USD   |
| 75.000 USD    |
| 50.000 USD    |
| 25.000 USD    |
| 10.000 USD    |

### Июль
| Дата начала | Турнир                                                                      | Чемпионки (Счёт финала)                                 | Финалистки                                  |
| ----------- | --------------------------------------------------------------------------- | ------------------------------------------------------- | ------------------------------------------- |
| 4 июля      | Брюссель, Бельгия $10,000 — Грунт Турнир 2011                               | Зузана Злохова 6-4 6-2                                  | Марион Го                                   |
| 4 июля      | Брюссель, Бельгия $10,000 — Грунт Турнир 2011                               | Маркелла Кук Ева Ваканно 7-5 3-6 [10-5]                 | Элс Калленс Нанси Фебер                     |
| 4 июля      | Измир, Турция $10,000 — Грунт Турнир 2011                                   | Александрина Найденова 6-4 6-3                          | Дарья Миронова                              |
| 4 июля      | Измир, Турция $10,000 — Грунт Турнир 2011                                   | Мария Мох Анастасия Мухаметова 6-1 6-3                  | Александра Романова Моника Тумова           |
| 4 июля      | Гавана, Куба $10,000 — Хард Турнир 2011                                     | Макихо Кодзава 6-1 6-1                                  | Мислейдис Диас-Гонсалес                     |
| 4 июля      | Гавана, Куба $10,000 — Хард Турнир 2011                                     | Мислейдис Диас-Гонсалес Ямиль Форс-Герра 6-4 6-1        | Никола Джордж Жаннин Прентнер               |
| 4 июля      | Прокупле, Сербия $10,000 — Грунт Турнир 2011                                | Йована Якшич 6-2 6-3                                    | Жофия Шушаний                               |
| 4 июля      | Прокупле, Сербия $10,000 — Грунт Турнир 2011                                | Полона Реберсак Жофия Шушаний 6-2 4-6 [10-5]            | Клаудиа Антониа Энаке Катарина Негрин       |
| 4 июля      | Сараево, Босния и Герцеговина $10,000 — Грунт Турнир 2011                   | Мартина Кубичикова 3-6 7-5 6-0                          | Симона Добра                                |
| 4 июля      | Сараево, Босния и Герцеговина $10,000 — Грунт Турнир 2011                   | Симона Добра Мартина Кубичикова 6-2 6-1                 | Чилла Аргиэлан Ульрикке Эйкери              |
| 4 июля      | Турин, Италия $10,000 — Грунт Турнир 2011                                   | Ирис Ханна 7-6(4) 5-7 7-5                               | Аличе Морони                                |
| 4 июля      | Турин, Италия $10,000 — Грунт Турнир 2011                                   | Бенедетта Давато Валентина Сульпицио 6-4 6-3            | Юка Хигути Каори Ониси                      |
| 4 июля      | Вальядолид, Испания $10,000 — Хард Турнир 2011                              | Виктория Ларрьер 6-2 7-6(6)                             | Аранса Салют                                |
| 4 июля      | Вальядолид, Испания $10,000 — Хард Турнир 2011                              | Малу Эйдесгард Виктория Ларрьер 6-0 6-3                 | Ванеса Фурлането Аранса Салют               |
| 4 июля      | Ашаффенбург, Германия $25,000 — Грунт Турнир 2011                           | Флоренсия Молинеро 7-6(6) 6-1                           | Штефани Фогт                                |
| 4 июля      | Ашаффенбург, Германия $25,000 — Грунт Турнир 2011                           | Пемра Озген Юрика Сэма 6-4 7-6(5)                       | Гана Бирнерова Штефани Фогт                 |
| 4 июля      | Крайова, Румыния $25,000 — Грунт Турнир 2011                                | Михаэла Бузарнеску 6-2 3-6 6-4                          | Аннализа Бона                               |
| 4 июля      | Крайова, Румыния $25,000 — Грунт Турнир 2011                                | Диана Энаке Даниэлла Хармсен 4-6 7-6(5) [10-6]          | Елена Богдан Михаэла Бузарнеску             |
| 4 июля      | Паттайя, Таиланд $25,000 — Хард Турнир 2011                                 | Акико Омаэ 7-5 6-2                                      | Сатиэ Исидзу                                |
| 4 июля      | Паттайя, Таиланд $25,000 — Хард Турнир 2011                                 | Лян Чэнь Чжао Ицзин 6-1 6-4                             | Юрина Косино Варатчая Вонгтинчай            |
| 4 июля      | Ватерлоо, Канада $50,000 — Грунт Турнир 2011                                | Шэрон Фичмен 6-3 4-6 6-4                                | Джулия Босеруп                              |
| 4 июля      | Ватерлоо, Канада $50,000 — Грунт Турнир 2011                                | Александра Мюллер Эйжа Мухаммад 6-3 3-6 [10-7]          | Эжени Бушар Меган Мултон-Леви               |
| 4 июля      | Открытый чемпионат Биаррица Биарриц, Франция $100,000 — Грунт Турнир 2011   | Полин Пармантье 1-6 6-4 6-4                             | Патриция Майр-Ахлайтнер                     |
| 4 июля      | Открытый чемпионат Биаррица Биарриц, Франция $100,000 — Грунт Турнир 2011   | Урсула Радваньская Александра Панова 6-2 6-1            | Эрика Сэма Роксана Вайсемберг               |
| 11 июля     | Атланта, США $10,000 — Хард Турнир 2011                                     | Лорен Дэвис 1-6 6-2 6-2                                 | Алексис Кинг                                |
| 11 июля     | Атланта, США $10,000 — Хард Турнир 2011                                     | Александра Серконе Натали Плускота 7-5 4-6 [10-8]       | Александра Хирш Аманда МакДауэлл            |
| 11 июля     | Яссы, Румыния $10,000 — Грунт Турнир 2011                                   | Диана Энаке 7-6(9) 6-2                                  | Даниэлла Хармсен                            |
| 11 июля     | Яссы, Румыния $10,000 — Грунт Турнир 2011                                   | Диана Энаке Даниэлла Хармсен 6-4 6-1                    | Ионела-Андрея Йова Андрея-Роксана Вайдяну   |
| 11 июля     | Измир, Турция $10,000 — Грунт Турнир 2011                                   | Ана Богдан 6-1 6-2                                      | Александрина Найденова                      |
| 11 июля     | Измир, Турция $10,000 — Грунт Турнир 2011                                   | Елена Куликова Евгения Пашкова 6-4 6-3                  | Ксения Кириллова Анна Пивень                |
| 11 июля     | Танжер, Марокко $10,000 — Грунт Турнир 2011                                 | Химена Эрмосо 6-1 7-6(5)                                | Фатима Эль Аллами                           |
| 11 июля     | Танжер, Марокко $10,000 — Грунт Турнир 2011                                 | Фатима Эль Аллами Анна Моргина 3-6 6-4 [10-6]           | Анна Агаменноне Линда Маир                  |
| 11 июля     | Богота, Колумбия $25,000 — Грунт Турнир 2011                                | Мариана Дуке-Мариньо 7-6(6) 4-6 6-3                     | Мария-Фернанда Альварес-Теран               |
| 11 июля     | Богота, Колумбия $25,000 — Грунт Турнир 2011                                | Андреа Гамис Адриана Перес 6-3 6-4                      | Джулия Коэн Андреа Кох Бенвенуто            |
| 11 июля     | Касерес, Испания $25,000 — Хард Турнир 2011                                 | Гарбинье Мугуруса Бланко 6-4 6-3                        | Чагла Бююкакчай                             |
| 11 июля     | Касерес, Испания $25,000 — Хард Турнир 2011                                 | Рихел Хогенкамп Мария Жуан Кёлер 6-4 6-4                | Виктория Ларрьер Ирэна Павлович             |
| 11 июля     | Дармштадт, Германия $25,000 — Грунт Турнир 2011                             | Мэнди Минелла 7-6(5) 6-2                                | Каролина Плишкова                           |
| 11 июля     | Дармштадт, Германия $25,000 — Грунт Турнир 2011                             | Натела Дзаламидзе Анна Цая 7-5 2-6 [10-6]               | Гана Бирнерова Каролина Плишкова            |
| 11 июля     | Гранби, Канада $25,000 — Хард Турнир 2011                                   | Стефани Дюбуа 6-2 2-6 6-1                               | Чжан Лин                                    |
| 11 июля     | Гранби, Канада $25,000 — Хард Турнир 2011                                   | Шэрон Фичмен Сунь Шэннань 6-4 6-2                       | Виктория Киселёва Наталья Росси             |
| 11 июля     | Имола, Италия $25,000 — Ковёр Турнир 2011                                   | Джулия Гатто-Монтиконе 6-1 6-3                          | Федерика Кверчия                            |
| 11 июля     | Имола, Италия $25,000 — Ковёр Турнир 2011                                   | Джулия Натто-Монтиконе Федерика Кверчия Без игры        | Юлиана Лисарасо Скарлетт Вернер             |
| 11 июля     | Уокинг, Великобритания $25,000 — Хард Турнир 2011                           | Йоханна Конта 6-4 1-1 — отказ                           | Лора Робсон                                 |
| 11 июля     | Уокинг, Великобритания $25,000 — Хард Турнир 2011                           | Жюли Куэн Ева Грдинова 6-1 3-6 [10-8]                   | Эмма Лайне Мелани Саут                      |
| 11 июля     | Звевегем, Бельгия $25,000 — Грунт Турнир 2011                               | Михаэла Бузарнеску 3-6 6-2 6-4                          | Бибиана Схофс                               |
| 11 июля     | Звевегем, Бельгия $25,000 — Грунт Турнир 2011                               | Ленка Винерова Марина Заневская 6-4 3-6 [10-7]          | Ким Килсдонк Николетта ван Эйтерт           |
| 11 июля     | Открытый чемпионат Вогез Контрексевиль, Франция $50,000 — Грунт Турнир 2011 | Ирина Бремон 6-4 6-7(1) 6-2                             | Стефани Форетц Гакон                        |
| 11 июля     | Открытый чемпионат Вогез Контрексевиль, Франция $50,000 — Грунт Турнир 2011 | Валентина Ивахненко Катерина Козлова 2-6 7-5 [12-10]    | Эрика Сэма Роксана Вайсемберг               |
| 18 июля     | Касабланка, Марокко $10,000 — Грунт Турнир 2011                             | Ивонн Кавалье Реймерс 7-5 4-6 6-3                       | Химена Эрмосо                               |
| 18 июля     | Касабланка, Марокко $10,000 — Грунт Турнир 2011                             | Нур Аббас Агата Бараньская 6-4 6-2                      | Химена Эрмосо Иветта Лопес                  |
| 18 июля     | Эвансвилл, США $10,000 — Хард Турнир 2011                                   | Элизабет Феррис 6-2 6-1                                 | Николь Мелихар                              |
| 18 июля     | Эвансвилл, США $10,000 — Хард Турнир 2011                                   | Бринн Борен Сабрина Сантамария 6-4 4-6 [11-9]           | Надя Эчеверрия Алам Элизабет Феррис         |
| 18 июля     | Хорб-на-Неккаре, Германия $10,000 — Грунт Турнир 2011                       | Паула Каня 4-6 6-4 7-5                                  | Карина Виттхёфт                             |
| 18 июля     | Хорб-на-Неккаре, Германия $10,000 — Грунт Турнир 2011                       | Паула Каня Катажина Кава 1-6 6-3 [10-2]                 | Василиса Булгакова Кристина Шаховец         |
| 18 июля     | Кнокке-Хейст, Бельгия $10,000 — Грунт Турнир 2011                           | Зина Кайзер 6-3 6-0                                     | Ева Ваканно                                 |
| 18 июля     | Кнокке-Хейст, Бельгия $10,000 — Грунт Турнир 2011                           | Михаэла Був Маркелла Кук 6-2 7-6(3)                     | Катарина Холерт Моника Тумова               |
| 18 июля     | Рибейран-Прету, Бразилия $10,000 — Грунт Турнир 2011                        | Андреа Кох Бенвенуто 6-2 6-2                            | Вивиан Сеньини                              |
| 18 июля     | Рибейран-Прету, Бразилия $10,000 — Грунт Турнир 2011                        | Фернанда Фария Паула Кристина Гонсалвес 2-6 6-2 [10-6]  | Андреа Бенитес Ракель Пилтчер               |
| 18 июля     | Римини, Италия $10,000 — Грунт Турнир 2011                                  | Каролина Пиллот 6-4 6-4                                 | Эрика Дзанкетта                             |
| 18 июля     | Римини, Италия $10,000 — Грунт Турнир 2011                                  | Юрина Косино Каори Ониси 6-2 3-6 [10-6]                 | Юка Хигути Хироно Ватанабэ                  |
| 18 июля     | Ла-Корунья, Испания $25,000 — Хард Турнир 2011                              | Гейл Бродски 6-3 6-4                                    | Александра Панова                           |
| 18 июля     | Ла-Корунья, Испания $25,000 — Хард Турнир 2011                              | Тимея Бабош Виктория Ларрьер 7-5 6-3                    | Летисия Костас-Морейра Инес Феррер Суарес   |
| 18 июля     | Ле-Контамин, Франция $25,000 — Хард Турнир 2011                             | Клер Фёэрстен 7-6(4) 2-6 7-6(2)                         | Анаис Лорендон                              |
| 18 июля     | Ле-Контамин, Франция $25,000 — Хард Турнир 2011                             | Жюли Куэн Ева Грдинова 6-3 6-2                          | Мария Абрамович Николь Клерико              |
| 18 июля     | Самсун, Турция $25,000 — Хард Турнир 2011                                   | Юлия Путинцева 7-6(6) 6-2                               | Марта Домаховска                            |
| 18 июля     | Самсун, Турция $25,000 — Хард Турнир 2011                                   | Михаэла Бузарнеску Тадея Маерич 6-1 6-4                 | Чагла Бююкакчай Пемра Озген                 |
| 18 июля     | Рексем, Великобритания $25,000 — Хард Турнир 2011                           | Сара Гронерт 6-4 6-4                                    | Ленка Винерова                              |
| 18 июля     | Рексем, Великобритания $25,000 — Хард Турнир 2011                           | Анна Фицпатрик Джада Уиндли 6-2 4-6 [10-3]              | Мелани Саут Ленка Винерова                  |
| 18 июля     | Лексингтон, США $50,000 — Хард Турнир 2011                                  | Чичи Шоль 6-1 6-1                                       | Аманда Финк                                 |
| 18 июля     | Лексингтон, США $50,000 — Хард Турнир 2011                                  | Тамарин Хендлер Чичи Шоль 7-6(9) 3-6 [10-7]             | Линдсей Ли-Уотерс Меган Мултон-Леви         |
| 18 июля     | ITF Roller Open Петанж, Люксембург $100,000 — Грунт Турнир 2011             | Матильда Юханссон 7-5 6-3                               | Петра Цетковская                            |
| 18 июля     | ITF Roller Open Петанж, Люксембург $100,000 — Грунт Турнир 2011             | Юханна Ларссон Ясмин Вёр 7-6(2) 6-4                     | Кристина Барруа Анна-Лена Грёнефельд        |
| 18 июля     | Открытый чемпионат Румынии Бухарест, Румыния $100,000+Н — Грунт Турнир 2011 | Ирина-Камелия Бегу 6-3 7-5                              | Лаура Поус-Тио                              |
| 18 июля     | Открытый чемпионат Румынии Бухарест, Румыния $100,000+Н — Грунт Турнир 2011 | Ирина-Камелия Бегу Елена Богдан 6-7(1) 7-6(4) [16-14]   | Мария Елена Камерин Ипек Шенолу             |
| 25 июля     | Бад-Вальтерсдорф, Австрия $10,000 — Грунт Турнир 2011                       | Виктория Кан 7-6(3) 6-1                                 | Катерина Ванькова                           |
| 25 июля     | Бад-Вальтерсдорф, Австрия $10,000 — Грунт Турнир 2011                       | Сандра Мартинович Катерина Ванькова 6-3 3-6 [10-8]      | Пиа Кёниг Ивонн Нойвирт                     |
| 25 июля     | Чизик, Великобритания $10,000 — Хард Турнир 2011                            | Донна Векич 3-6 6-3 6-3                                 | Бояна Бобушич                               |
| 25 июля     | Чизик, Великобритания $10,000 — Хард Турнир 2011                            | Саманта Маррей Джада Уиндли 6-4 6-4                     | Люси Браун Франческа Стефенсон              |
| 25 июля     | Эль-Джадида, Марокко $10,000 — Грунт Турнир 2011                            | Ивонн Кавалье Реймерс 6-1 6-0                           | Сибиль Говен                                |
| 25 июля     | Эль-Джадида, Марокко $10,000 — Грунт Турнир 2011                            | Каролина Прац-Миллан Шейла Солсона-Каркасона 6-2 6-1    | Ивонн Кавалье Реймерс Анна Монсеррат Санчес |
| 25 июля     | Гардоне-Валь-Тромпия, Италия $10,000 — Грунт Турнир 2011                    | Анна Шефер 7-6(6) 0-6 6-4                               | Мартина Карегаро                            |
| 25 июля     | Гардоне-Валь-Тромпия, Италия $10,000 — Грунт Турнир 2011                    | Юка Хигути Хироно Ватанабэ 6-1 6-2                      | Натали Прёсе Мирьям Целлер                  |
| 25 июля     | Масейк, Бельгия $10,000 — Грунт Турнир 2011                                 | Николетта ван Эйтерт 6-4 1-0 — отказ                    | Каролина Влодарчак                          |
| 25 июля     | Масейк, Бельгия $10,000 — Грунт Турнир 2011                                 | Маркелла Кук Ева Ваканно 7-5 6-1                        | Ким Килсдонк Николетта ван Эйтерт           |
| 25 июля     | Палич, Бельгия $10,000 — Грунт Турнир 2011                                  | Сабина Курбанова 1-6 7-6(5) 6-3                         | Дана Махалкова                              |
| 25 июля     | Палич, Бельгия $10,000 — Грунт Турнир 2011                                  | Ольга Брозда Наталья Колат 6-2 6-3                      | Карина Гоя Далия Зафирова                   |
| 25 июля     | Сент-Джозеф, США $10,000 — Хард Турнир 2011                                 | Аманда Макдауэлл 6-0 6-1                                | Дениз Муресан                               |
| 25 июля     | Сент-Джозеф, США $10,000 — Хард Турнир 2011                                 | Явна Аллен Джессика Роланд-Росарио 2-6 6-2 [10-5]       | Паулина Бигос Эрин Кларк                    |
| 25 июля     | Тампере, Финляндия $10,000 — Грунт Турнир 2011                              | Пиа СуомаЛайнен 7-5 6-0                                 | Дина Пфиценмайер                            |
| 25 июля     | Тампере, Финляндия $10,000 — Грунт Турнир 2011                              | Лея Кауконен Полина Виноградова 7-5 7-6(6)              | Янина Даришина Любовь Васильева             |
| 25 июля     | Бад-Заульгау, Германия $25,000 — Грунт Турнир 2011                          | Иоана-Ралука Олару 3-6 6-3 7-5                          | Татьяна Малек                               |
| 25 июля     | Бад-Заульгау, Германия $25,000 — Грунт Турнир 2011                          | Мария Абрамович Николь Клерико 6-3 5-7 [10-7]           | Каталина Кастаньо Мариана Дуке-Мариньо      |
| 25 июля     | Кампус-ду-Жордау, Бразилия $25,000 — Хард Турнир 2011                       | Вероника Сепеде Роиг 7-6(4) 7-5                         | Адриана Перес                               |
| 25 июля     | Кампус-ду-Жордау, Бразилия $25,000 — Хард Турнир 2011                       | Фернанда Эрменежильду Тельяна Перейра 3-6 7-6(5) [11-9] | Мария-Фернанда Алвес Роксана Вайсемберг     |
| 25 июля     | Фергана, Узбекистан $25,000 — Хард Турнир 2011                              | Аю-Фани Дамаянти 6-3 6-4                                | Се Шувэй                                    |
| 25 июля     | Фергана, Узбекистан $25,000 — Хард Турнир 2011                              | Нигина Абдураимова Альбина Хабибулина 6-3 6-3           | Елизавета Анна Немчинов Анастасия Пренко    |
| 25 июля     | Виго, Испания $25,000 — Хард Турнир 2011                                    | Ирина Бремон 7-6(3) 1-6 7-6(3)                          | Жюли Куэн                                   |
| 25 июля     | Виго, Испания $25,000 — Хард Турнир 2011                                    | Клаудиа Джовине Юстина Оцга 6-1 6-3                     | Ванеса Фурланетто Аранса Салют              |
| 25 июля     | ITS Cup Оломоуц, Чехия $50,000 — Грунт Турнир 2011                          | Настасья Барнетт 6-1 6-3                                | Ева Бирнерова                               |
| 25 июля     | ITS Cup Оломоуц, Чехия $50,000 — Грунт Турнир 2011                          | Михаэлла Крайчек Рената Ворачова 7-5 6-4                | Юлия Бейгельзимер Елена Богдан              |
| 25 июля     | Кубок президента Астана, Казахстан $100,000 — Хард Турнир 2011              | Виталия Дьяченко 6-4 6-1                                | Акгуль Аманмурадова                         |
| 25 июля     | Кубок президента Астана, Казахстан $100,000 — Хард Турнир 2011              | Виталия Дьяченко Галина Воскобоева 6-3 6-4              | Акгуль Аманмурадова Александра Панова       |

### Август
| Дата начала | Турнир                                                                     | Чемпионки (Счёт финала)                                       | Финалистки                                |
| ----------- | -------------------------------------------------------------------------- | ------------------------------------------------------------- | ----------------------------------------- |
| 1 августа   | Илава, Польша $10,000 — Грунт Турнир 2011                                  | Ульрикке Эйкери 6-3 6-2                                       | Тереза Смиткова                           |
| 1 августа   | Илава, Польша $10,000 — Грунт Турнир 2011                                  | Хюинь Фыонг Дай Чанг Магдалена Кищинска 2-6 6-3 [10-7]        | Каролина Косиньска Александра Росольска   |
| 1 августа   | Стамбул, Турция $10,000 — Хард Турнир 2011                                 | Кристина Шаховец 6-2 6-1                                      | Диана Стомлега                            |
| 1 августа   | Стамбул, Турция $10,000 — Хард Турнир 2011                                 | Ирина Рамьялизон Изабелла Шиникова 3-6 6-1 [10-8]             | Кристина Казимова Кристина Шаховец        |
| 1 августа   | Ребек, Бельгия $10,000 — Грунт Турнир 2011                                 | Констанс Сибиль 6-3 6-1                                       | Мартина Гледачева                         |
| 1 августа   | Ребек, Бельгия $10,000 — Грунт Турнир 2011                                 | Ким Килсдонк Николетта ван Эйтерт 6-2 6-2                     | Мари Бенуа Кимберли Циммерманн            |
| 1 августа   | Сан-Паулу, Бразилия $10,000 — Грунт Турнир 2011                            | Мария-Фернанда Алвес 4-6 7-5 6-3                              | Беатрис Хаддад Майя                       |
| 1 августа   | Сан-Паулу, Бразилия $10,000 — Грунт Турнир 2011                            | Карла Форте Беатрис Хаддад Майя 6-7(5) 6-3 [10-7]             | Исабелла Роббиани Кира Шрофф              |
| 1 августа   | Савитайпале, Финляндия $10,000 — Грунт Турнир 2011                         | Анетт Контавейт 6-3 6-1                                       | Лисанна ван Рит                           |
| 1 августа   | Савитайпале, Финляндия $10,000 — Грунт Турнир 2011                         | Ксения Кириллова Анастасия Вовк 6-4 7-6(6)                    | Хильда Меландер Паулина Милосавлевич      |
| 1 августа   | Вена, Австрия $10,000 — Грунт Турнир 2011                                  | Илона Кремень 6-1 6-1                                         | Катерина Ванькова                         |
| 1 августа   | Вена, Австрия $10,000 — Грунт Турнир 2011                                  | Симона Добра Луция Кригсманнова 6-4 6-1                       | Сандра Мартинович Янина Толян             |
| 1 августа   | Хехинген, Германия $25,000 — Грунт Турнир 2011                             | Татьяна Малек 6-3 6-4                                         | Сара Гронерт                              |
| 1 августа   | Хехинген, Германия $25,000 — Грунт Турнир 2011                             | Сандра Клеменшиц Татьяна Малек 4-6 6-2 [10-7]                 | Корина Перкович Лаура Зигемунд            |
| 1 августа   | Монтерони-д'Арбия, Италия $25,000 — Грунт Турнир 2011                      | Настасья Барнетт 6-3 7-6(7)                                   | Анна-Джулия Ремондина                     |
| 1 августа   | Монтерони-д'Арбия, Италия $25,000 — Грунт Турнир 2011                      | Кики Бертенс Николь Роттманн 6-0 6-3                          | Джола Барбьери Анастасия Гримальская      |
| 1 августа   | Москва, Россия $25,000 — Грунт Турнир 2011                                 | Валентина Ивахненко 6-1 6-3                                   | Валерия Соловьёва                         |
| 1 августа   | Москва, Россия $25,000 — Грунт Турнир 2011                                 | Валентина Ивахненко Катерина Козлова 6-3 6-0                  | Василиса Булгакова Анна Рапопорт          |
| 1 августа   | Трнава, Словакия $50,000 — Грунт Турнир 2011                               | Ивонн Мойсбургер 0-6 6-2 6-0                                  | Елица Костова                             |
| 1 августа   | Трнава, Словакия $50,000 — Грунт Турнир 2011                               | Жанетта Гусарова Рената Ворачова 7-6(2) 6-1                   | Яна Чепелова Ленка Винерова               |
| 1 августа   | Beijing International Challenger Пекин, Китай $75,000+H — Хард Турнир 2011 | Се Шувэй 6-2 6-2                                              | Куруми Нара                               |
| 1 августа   | Beijing International Challenger Пекин, Китай $75,000+H — Хард Турнир 2011 | Чжань Юнжань Чжань Хаоцин 6-2 6-3                             | Татьяна Лужанская Чжэн Сайсай             |
| 1 августа   | Odlum Brown Vancouver Open Ванкувер, Канада $100,000 — Хард Турнир 2011    | Александра Возняк 6-3 6-1                                     | Джейми Хэмптон                            |
| 1 августа   | Odlum Brown Vancouver Open Ванкувер, Канада $100,000 — Хард Турнир 2011    | Каролина Плишкова Кристина Плишкова 5-7 6-2 [10-2]            | Джейми Хэмптон Ноппаван Летчивакан        |
| 8 августа   | Бухарест, Румыния $10,000 — Грунт Турнир 2011                              | Кристина Дину 7-6(5) 6-4                                      | Кристина-Андрея Миту                      |
| 8 августа   | Бухарест, Румыния $10,000 — Грунт Турнир 2011                              | Кристина Дину Камелия-Елена Христя 1-6 7-6(6) [10-4]          | Александра Дамаскин Кристина-Андрея Миту  |
| 8 августа   | Добой, Босния и Герцеговина $10,000 — Грунт Турнир 2011                    | Индире Акики 6-3 6-1                                          | Вивьен Юхасова                            |
| 8 августа   | Добой, Босния и Герцеговина $10,000 — Грунт Турнир 2011                    | Вивьен Юхасова Барбара Собашкевич 7-5 6-3                     | Мартина Борецкая Петра Крейсова           |
| 8 августа   | Хихон, Испания $10,000 — Хард Турнир 2011                                  | Арабела Фернандес-Рабенер 6-3 6-4                             | Диана Стомлега                            |
| 8 августа   | Хихон, Испания $10,000 — Хард Турнир 2011                                  | Эми Бовтелл Люси Браун Без игры                               | Аманда Каррерас Андреа Гамис              |
| 8 августа   | Инсбрук, Австрия $10,000 — Грунт Турнир 2011                               | Мартина Кубичикова 6-7(5) 7-5 7-5                             | Зузана Залабска                           |
| 8 августа   | Инсбрук, Австрия $10,000 — Грунт Турнир 2011                               | Виктория Кан Илона Кремень 2-6 6-3 [10-5]                     | Патриция Хаас Вероника Зепп               |
| 8 августа   | Стамбул, Турция $10,000 — Хард Турнир 2011                                 | Река-Луца Яни 6-4 6-1                                         | Кристина Шаховец                          |
| 8 августа   | Стамбул, Турция $10,000 — Хард Турнир 2011                                 | Магали де Латтре Лиза Вайбурн 6-3 2-6 [12-10]                 | София Квацабая Изабелла Шиникова          |
| 8 августа   | Локри, Италия $10,000 — Грунт Турнир 2011                                  | Андреа Цуккини 2-6 7-5 6-4                                    | Ульрикке Эйкери                           |
| 8 августа   | Локри, Италия $10,000 — Грунт Турнир 2011                                  | Юка Хигути Хироно Ватанабэ 3-6 6-3 [10-8]                     | Алессия Камплоне Ульрикке Эйкери          |
| 8 августа   | Санта-Крус-де-ла-Сьерра, Боливия $10,000 — Грунт Турнир 2011               | Мария Иригойен 6-2 6-3                                        | Андреа Кох Бенвенуто                      |
| 8 августа   | Санта-Крус-де-ла-Сьерра, Боливия $10,000 — Грунт Турнир 2011               | Мария Иригойен Андреа Кох Бенвенуто 6-2 6-1                   | Хасмин Бритос Джованна Тамита             |
| 8 августа   | Сан-Паулу, Бразилия $10,000 — Грунт Турнир 2011                            | Наталья Росси 6-2 6-3                                         | Патрисия Ку Флорес                        |
| 8 августа   | Сан-Паулу, Бразилия $10,000 — Грунт Турнир 2011                            | Мария-Фернанда Алвес Фернанда Эрменежильду 7-6(6) 4-6 [14-12] | Эдуарда Пиай Карина Виндитти              |
| 8 августа   | Тайбэй, Тайвань $10,000 — Хард Турнир 2011                                 | Хан На Рэ 6-3 — отказ                                         | Эми Мутагути                              |
| 8 августа   | Тайбэй, Тайвань $10,000 — Хард Турнир 2011                                 | Гао Шаоюань Пеангтарн Плипыч 6-3 6-4                          | Чжань Хаоцин Чэнь И                       |
| 8 августа   | Коксейде, Бельгия $25,000 — Грунт Турнир 2011                              | Кики Бертенс 6-2 6-1                                          | Елица Костова                             |
| 8 августа   | Коксейде, Бельгия $25,000 — Грунт Турнир 2011                              | Ким Килсдонк Николетта ван Эйтерт 5-7 6-3 [10-8]              | Элен Буйкенс Ники ван Дейк                |
| 8 августа   | Ферсмольд, Германия $25,000 — Грунт Турнир 2011                            | Мариана Дуке-Мариньо 7-6(2) 7-5                               | Скарлетт Вернер                           |
| 8 августа   | Ферсмольд, Германия $25,000 — Грунт Турнир 2011                            | Елизавета Янчук Юлия Майр 6-4 6-3                             | Сесилия Коста Мельжар Даниэла Сегель      |
| 8 августа   | EmblemHealth Bronx Open Бронкс, США $50,000 — Хард Турнир 2011             | Андреа Главачкова 7-6(8) 6-3                                  | Мона Бартель                              |
| 8 августа   | EmblemHealth Bronx Open Бронкс, США $50,000 — Хард Турнир 2011             | Меган Мултон-Леви Аша Ролле 6-3 7-6(5)                        | Хань Синьюнь Лу Цзинцзин                  |
| 8 августа   | Казань, Россия $50,000+H — Хард Турнир 2011                                | Юлия Путинцева 6-4 6-2                                        | Каролин Гарсия                            |
| 8 августа   | Казань, Россия $50,000+H — Хард Турнир 2011                                | Екатерина Иванова Андрея Клепач Без игры                      | Виталия Дьяченко Александра Панова        |
| 15 августа  | Арад, Румыния $10,000 — Грунт Турнир 2011                                  | Диана Энаке 6-1 1-0 — отказ                                   | Ралука Елена Платон                       |
| 15 августа  | Арад, Румыния $10,000 — Грунт Турнир 2011                                  | Диана Энаке Андрея-Роксана Вайдяну 6-3 6-7(4) [16-14]         | Бьянка Хинку Диана Марку                  |
| 15 августа  | Брчко, Босния и Герцеговина $10,000 — Грунт Турнир 2011                    | Тяса Сримпф 6-3 6-3                                           | Тена Лукас                                |
| 15 августа  | Брчко, Босния и Герцеговина $10,000 — Грунт Турнир 2011                    | Сильвия Нирич Зузана Злохова 6-4 6-3                          | Николь Клерико Мария Мазини               |
| 15 августа  | Стамбул, Турция $10,000 — Хард Турнир 2011                                 | Элина Свитолина 6-2 6-7(5) 6-0                                | Аня Прислан                               |
| 15 августа  | Стамбул, Турция $10,000 — Хард Турнир 2011                                 | Кристина Шаховец Ашварайя Шривастава 6-1 6-3                  | Тара Мур Лиза Вайбурн                     |
| 15 августа  | Ла-Пас, Боливия $10,000 — Грунт Турнир 2011                                | Андреа Кох Бенвенуто 6-0 7-6(1)                               | Мария Иригойен                            |
| 15 августа  | Ла-Пас, Боливия $10,000 — Грунт Турнир 2011                                | Мария Иригойен Андреа Кох Бенвенуто 6-2 6-2                   | Карла Лусеро Лусиана Сарменти             |
| 15 августа  | Пьештяны, Словакия $10,000 — Грунт Турнир 2011                             | Хильда Меландер 6-3 6-3                                       | Дениса Аллертова                          |
| 15 августа  | Пьештяны, Словакия $10,000 — Грунт Турнир 2011                             | Симона Добра Луция Кригсманнова 6-4 6-2                       | Паула Каня Мартина Кубичикова             |
| 15 августа  | Ратинген, Германия $10,000 — Грунт Турнир 2011                             | Скарлетт Вернер 6-0 7-5                                       | Елизавета Янчук                           |
| 15 августа  | Ратинген, Германия $10,000 — Грунт Турнир 2011                             | Елизавета Янчук Каролина Володарчак 3-6 6-1 [10-2]            | Катарина Херинг Дина Пфиценмайер          |
| 15 августа  | Санкт-Петербург, Россия $10,000 — Грунт Турнир 2011                        | Полина Виноградова 3-6 6-2 6-1                                | Татьяна Котельникова                      |
| 15 августа  | Санкт-Петербург, Россия $10,000 — Грунт Турнир 2011                        | Анастасия Фролова Полина Виноградова 6-2 6-2                  | Татьяна Котельникова Мария Жаркова        |
| 15 августа  | Тайбэй, Тайвань $10,000 — Хард Турнир 2011                                 | Ли Хуачжэнь 6-2 6-2                                           | Ли Ясюань                                 |
| 15 августа  | Тайбэй, Тайвань $10,000 — Хард Турнир 2011                                 | Мияби Иноуэ Мари Танака 7-5 2-6 [10-7]                        | Чхэ Кюн Йе Ким Хэ Сун                     |
| 15 августа  | Тоди, Италия $10,000 — Грунт Турнир 2011                                   | Аличе Морони 6-1 4-6 6-3                                      | Аличе Балдуччи                            |
| 15 августа  | Тоди, Италия $10,000 — Грунт Турнир 2011                                   | Федерика ди Сарра Анжелика Морателли 7-6(6) 7-5               | Стефани Бенгсон Кирстен Флауэр            |
| 15 августа  | Вестенде, Бельгия $10,000 — Хард Турнир 2011                               | Лу Цзяцзин 6-4 7-6(4)                                         | Донна Векич                               |
| 15 августа  | Вестенде, Бельгия $10,000 — Хард Турнир 2011                               | Донна Векич Александра Уокер 6-4 6-3                          | Анук Делефортри Дебора Керфс              |
| 22 августа  | Баньятика, Италия $10,000 — Грунт Турнир 2011                              | Ульрикке Эйкери 6-4 6-4                                       | Ани Амирагян                              |
| 22 августа  | Баньятика, Италия $10,000 — Грунт Турнир 2011                              | Аличе Балдуччи Бенедетта Давато 6-4 6-7(8) [12-10]            | Стефани Бенгсон Кирстен Флауэр            |
| 22 августа  | Шарлеруа, Бельгия $10,000 — Грунт Турнир 2011                              | Бермет Дуванаева 2-6 7-5 6-1                                  | Мартина Гледачева                         |
| 22 августа  | Шарлеруа, Бельгия $10,000 — Грунт Турнир 2011                              | Лу Цзясян Лу Цзяцзин 6-3 6-0                                  | Магдалена Кищинска Каролина Влодарчак     |
| 22 августа  | Брауншвейг, Германия $10,000 — Грунт Турнир 2011                           | Дина Пфиценмайер 7-6(5) 6-1                                   | Зина Кайзер                               |
| 22 августа  | Брауншвейг, Германия $10,000 — Грунт Турнир 2011                           | Карен Барбат Хюинь Фыонг Дай Чанг 6-2 6-4                     | Сабрина Баумгартен Катарина Ленерт        |
| 22 августа  | Бухарест, Румыния $10,000 — Грунт Турнир 2011                              | Виктория Кутузова 6-2 7-5                                     | Лаура-Иоана Андрей                        |
| 22 августа  | Бухарест, Румыния $10,000 — Грунт Турнир 2011                              | Лаура-Иоана Андрей Камелия-Елена Христя 6-1 7-5               | Ионела-Андрея Йова Андрея-Роксана Вайдяну |
| 22 августа  | Кочабамба, Боливия $10,000 — Грунт Турнир 2011                             | Ленка Бросова 7-5 6-7(7) 6-2                                  | Татьяна Буа                               |
| 22 августа  | Кочабамба, Боливия $10,000 — Грунт Турнир 2011                             | Мария Иригойен Карла Лусеро 6-2 6-3                           | Ленка Бросова Даяна Негряну               |
| 22 августа  | Энсхеде, Нидерланды $10,000 — Грунт Турнир 2011                            | Сандра Мартинович 2-6 6-4 6-4                                 | Лесли Керкхове                            |
| 22 августа  | Энсхеде, Нидерланды $10,000 — Грунт Турнир 2011                            | Анна-Мария Леверс Катрин Леверс 6-1 7-6(4)                    | Наталья Сидлиска Сильвия Загорска         |
| 22 августа  | Можи-дас-Крузис, Бразилия $10,000 — Грунт Турнир 2011                      | Мария-Фернанда Алвес 6-1 6-4                                  | Наталья Росси                             |
| 22 августа  | Можи-дас-Крузис, Бразилия $10,000 — Грунт Турнир 2011                      | Флавия Дешандт Арауйо Лаура Пигосси 7-6(3) 4-6 [12-10]        | Эдуарда Пиай Карина Вендитти              |
| 22 августа  | Пёрчах-ам-Вёртер-Зе, Австрия $10,000 — Грунт Турнир 2011                   | Виктория Кан 4-6 6-2 6-3                                      | Диана Сумова                              |
| 22 августа  | Пёрчах-ам-Вёртер-Зе, Австрия $10,000 — Грунт Турнир 2011                   | Виктория Кан Илона Кремень 6-1 6-3                            | Пиа Кёниг Ивонн Нойвирт                   |
| 22 августа  | Сайтама, Япония $10,000 — Хард Турнир 2011                                 | Аюми Ока 6-3 6-4                                              | Дуань Инъин                               |
| 22 августа  | Сайтама, Япония $10,000 — Хард Турнир 2011                                 | Лян Чэнь Лю Ваньтин 6-3 5-7 [11-9]                            | Акари Иноуэ Аюми Ока                      |
| 22 августа  | Сан-Луис-Потоси, Мексика $10,000 — Хард Турнир 2011                        | Моника Пуиг 6-3 6-0                                           | Ника Кухарчук                             |
| 22 августа  | Сан-Луис-Потоси, Мексика $10,000 — Хард Турнир 2011                        | Ника Кухарчук Лена Литвак 6-1 6-4                             | Андреа Бенитес Маргарет Лумия             |
| 22 августа  | Винковцы, Хорватия $10,000 — Грунт Турнир 2011                             | Индире Акики 3-6 6-0 6-2                                      | Йована Якшич                              |
| 22 августа  | Винковцы, Хорватия $10,000 — Грунт Турнир 2011                             | Сильвия Нирич Карла Попович 6-2 6-3                           | Лиза Бринкманн Мария Мох                  |
| 22 августа  | Прага, Чехия $25,000 — Грунт Турнир 2011                                   | Яна Чепелова 7-6(6) 6-4                                       | Бибиана Схофс                             |
| 22 августа  | Прага, Чехия $25,000 — Грунт Турнир 2011                                   | Ивета Герлова Луция Кригсманнова 6-7(8) 6-1 [10-8]            | Яна Чепелова Катажина Питер               |
| 22 августа  | Стамбул, Турция $50,000 — Хард Турнир 2011                                 | Виктория Ларрьер 6-3 1-6 7-5                                  | Сара Гронерт                              |
| 22 августа  | Стамбул, Турция $50,000 — Хард Турнир 2011                                 | Жюли Куэн Ева Грдинова 6-4 7-5                                | Сандра Клеменшиц Ирэна Павлович           |
| 29 августа  | Апелдорн, Нидерланды $10,000 — Грунт Турнир 2011                           | Миртиль Жоржес 7-5 6-4                                        | Лесли Керкхове                            |
| 29 августа  | Апелдорн, Нидерланды $10,000 — Грунт Турнир 2011                           | Ким Килсдонк Николетта ван Эйтерт 6-4 6-0                     | Лу Цзясян Лу Цзяцзин                      |
| 29 августа  | Осиек, Хорватия $10,000 — Грунт Турнир 2011                                | Петра Сунич 4-6 6-0 6-2                                       | Барбора Крейчикова                        |
| 29 августа  | Осиек, Хорватия $10,000 — Грунт Турнир 2011                                | Анета Дворакова Барбора Крейчикова 7-5 6-2                    | Диана Боголий Алёна Тарасова              |
| 29 августа  | Сан-Ремо, Италия $10,000 — Грунт Турнир 2011                               | Каролина Пиллот 6-3 6-3                                       | Стефания Кьеппа                           |
| 29 августа  | Сан-Ремо, Италия $10,000 — Грунт Турнир 2011                               | Бенедетта Давато Камила Розателло 6-2 6-4                     | Франческа Гарильо Джорджия Маркетта       |
| 29 августа  | Тримбах, Швейцария $10,000 — Грунт Турнир 2011                             | Катерина Ванькова 6-3 6-2                                     | Кристина Шаховец                          |
| 29 августа  | Тримбах, Швейцария $10,000 — Грунт Турнир 2011                             | Ксения Кнолль Кристина Шаховец 6-3 7-6(5)                     | Мариса Гьянотти Катерина Крамперова       |
| 29 августа  | Йонволь, Южная Корея $10,000 — Хард Турнир 2011                            | Ю Ми 6-1 6-3                                                  | Ли Хуачжэнь                               |
| 29 августа  | Йонволь, Южная Корея $10,000 — Хард Турнир 2011                            | Ким Чи Юн Ю Ми 6-2 6-4                                        | Ким Хэ Сун Ким Чу Ын                      |
| 29 августа  | Мамая, Румыния $25,000 — Грунт Турнир 2011                                 | Кристина-Андрея Миту 6-3 6-0                                  | Инес Феррер-Суарес                        |
| 29 августа  | Мамая, Румыния $25,000 — Грунт Турнир 2011                                 | Елена Богдан Александра Каданцу 6-2 6-2                       | Марина Шамайко София Шапатава             |
| 29 августа  | Сараево, Босния и Герцеговина $25,000 — Грунт Турнир 2011                  | Ани Миячика 6-1 3-6 6-4                                       | Флоренсия Молинеро                        |
| 29 августа  | Сараево, Босния и Герцеговина $25,000 — Грунт Турнир 2011                  | Мария Абрамович Ана Врлич 5-7 7-6(3) [10-4]                   | Мария Жуан Кёлер Флоренсия Молинеро       |
| 29 августа  | Цукуба, Япония $25,000 — Хард Турнир 2011                                  | Айко Накамура 6-3 2-6 6-3                                     | Чжань Цзиньвэй                            |
| 29 августа  | Цукуба, Япония $25,000 — Хард Турнир 2011                                  | Чжань Цзиньвэй Сюй Вэньсинь 6-1 6-1                           | Ким Со Джон Эрика Такао                   |

### Сентябрь
| Дата начала | Турнир                                                                                | Чемпионки (Счёт финала)                                       | Финалистки                                     |
| ----------- | ------------------------------------------------------------------------------------- | ------------------------------------------------------------- | ---------------------------------------------- |
| 5 сентября  | Анталия, Турция $10,000 — Хард Турнир 2011                                            | Сюй Цзеюй 6-4 6-0                                             | Кристина Шаховец                               |
| 5 сентября  | Анталия, Турция $10,000 — Хард Турнир 2011                                            | Хуля Эсен Лютфие Эсен 7-5 7-5                                 | Магали де Латтре Кристина Шаховец              |
| 5 сентября  | Казале-Монферрато, Италия $10,000 — Грунт Турнир 2011                                 | Бьянка Ботто 6-2 6-1                                          | Эрика Дзанкетта                                |
| 5 сентября  | Казале-Монферрато, Италия $10,000 — Грунт Турнир 2011                                 | Джулия Габба Ирина Смирнова 6-1 6-3                           | Морган Понс Алис Тиссе                         |
| 5 сентября  | Мадрид, Испания $10,000 — Хард Турнир 2011                                            | Йоханна Конта 6-2 6-1                                         | Люси Браун                                     |
| 5 сентября  | Мадрид, Испания $10,000 — Хард Турнир 2011                                            | Анна Фицпатрик Джада Уиндли 1-6 6-0 [10-8]                    | Росио де ла Торре-Санчес Хеорхина Гарсия-Перес |
| 5 сентября  | Митилини, Греция $10,000 — Хард Турнир 2011                                           | Дениз Хазанюк 6-4 7-5                                         | Офри Ланкри                                    |
| 5 сентября  | Митилини, Греция $10,000 — Хард Турнир 2011                                           | Мартина Качотти Мария Мазини 3-6 6-0 [10-2]                   | Рона Лавян Екатерина Тур                       |
| 5 сентября  | Йонволь, Южная Корея $10,000 — Хард Турнир 2011                                       | Чжань Виняу Венис 6-2 6-3                                     | Юань Юэ                                        |
| 5 сентября  | Йонволь, Южная Корея $10,000 — Хард Турнир 2011                                       | Ким Чи Ёун Ким Джин Хи 6-1 6-1                                | Ли Хуачжэнь Ли Пэйцзи                          |
| 5 сентября  | Алфен-ан-ден-Рейн, Нидерланды $25,000 — Грунт Турнир 2011                             | Штефани Фогт 6-2 6-4                                          | Катажина Питер                                 |
| 5 сентября  | Алфен-ан-ден-Рейн, Нидерланды $25,000 — Грунт Турнир 2011                             | Диана Энаке Даниэлла Хармсен 6-2 6-7(4) [11-9]                | Катажина Питер Барбара Собашкевич              |
| 5 сентября  | Ното, Япония $25,000 — Ковёр Турнир 2011                                              | Тамарин Хендлер 7-6(4) 6-1                                    | Миса Эгути                                     |
| 5 сентября  | Ното, Япония $25,000 — Ковёр Турнир 2011                                              | Канаэ Хисами Варатчая Вонгтинчай 1-6 7-6(4) [14-12]           | Нацуми Хамамура Аюми Ока                       |
| 5 сентября  | Алис-Спрингс, Австралия $25,000 — Хард Турнир 2011                                    | Оливия Роговска 7-5 7-5                                       | Изабелла Холланд                               |
| 5 сентября  | Алис-Спрингс, Австралия $25,000 — Хард Турнир 2011                                    | Мария-Фернанда Алвес Саманта Маррей 3-6 7-5 [10-3]            | Брук Ришбит Сторм Сандерс                      |
| 5 сентября  | Подгорица, Черногория $25,000 — Грунт Турнир 2011                                     | Паула Ормаэчеа 6-1 6-1                                        | Данка Ковинич                                  |
| 5 сентября  | Подгорица, Черногория $25,000 — Грунт Турнир 2011                                     | Коринна Дентони Флоренсия Молинеро 6-4 5-7 [10-5]             | Данка Ковинич Даница Крстаич                   |
| 5 сентября  | Саранск, Россия $50,000 — Грунт Турнир 2011                                           | Александра Панова 6-0 6-2                                     | Марина Мельникова                              |
| 5 сентября  | Саранск, Россия $50,000 — Грунт Турнир 2011                                           | Михаэла Бузарнеску Теодора Мирчич 6-3 6-1                     | Ева Грдинова Вероника Капшай                   |
| 5 сентября  | Международный турнир в Пьемонте Бьелла, Италия $100,000 — Грунт Турнир 2011           | Александра Каданцу 6-4 6-3                                    | Мариана Дуке-Мариньо                           |
| 5 сентября  | Международный турнир в Пьемонте Бьелла, Италия $100,000 — Грунт Турнир 2011           | Лара Арруабаррена Екатерина Иванова 6-3 0-6 [10-3]            | Рената Ворачова Жанетта Гусарова               |
| 12 сентября | Анталия, Турция $10,000 — Хард Турнир 2011                                            | Никола Франкова 6-4 6-3                                       | Франческа Стефенсон                            |
| 12 сентября | Анталия, Турция $10,000 — Хард Турнир 2011                                            | Луция Бутковска Сюй Цзеюй 6-2 6-2                             | Кристина Казимова Александра Хабибулина        |
| 12 сентября | Киото, Япония $10,000 — Ковёр(i) Турнир 2011                                          | Кадзуса Ито 6-3 3-6 6-4                                       | Акико Ёнэмура                                  |
| 12 сентября | Киото, Япония $10,000 — Ковёр(i) Турнир 2011                                          | Мию Като Рико Саваянаги 6-4 7-6(5)                            | Кадзуса Ито Томоко Тайра                       |
| 12 сентября | Лерида, Испания $10,000 — Грунт Турнир 2011                                           | Виктория Голубич 6-1 7-6(5)                                   | Лусия Сервера-Васкес                           |
| 12 сентября | Лерида, Испания $10,000 — Грунт Турнир 2011                                           | Ивонн Кавалье Реймерс Исабель Раписарда-Кальво 6-2 7-6(5)     | Арабела Фернандес-Рабенер Виктория Голубич     |
| 12 сентября | Лимин-Маркопулу, Греция $10 000 — Хард Турнир 2011                                    | Химена Эрмосо 4-6 6-4 6-2                                     | Офри Ланкри                                    |
| 12 сентября | Лимин-Маркопулу, Греция $10 000 — Хард Турнир 2011                                    | Наталья Седлиская Сильвия Загорская 6-4 6-0                   | Вероника Домагала Наталья Колат                |
| 12 сентября | Сан-Жозе-дус-Кампус, Бразилия $10,000 — Грунт Турнир 2011                             | Мария Иригойен 6-0 6-0                                        | Каролина Себальос                              |
| 12 сентября | Сан-Жозе-дус-Кампус, Бразилия $10,000 — Грунт Турнир 2011                             | Флавия Дешандт Араужо Лаура Пигосси 3-6 7-5 [10-8]            | Мария Иригойен Карла Лусеро                    |
| 12 сентября | Тбилиси, Грузия $10,000 — Грунт Турнир 2011                                           | Татия Микадзе 6-0 6-2                                         | София Квацабая                                 |
| 12 сентября | Тбилиси, Грузия $10,000 — Грунт Турнир 2011                                           | София Квацабая Татия Микадзе 6-1 6-3                          | Анастасия Пренко Виктория Емельянова           |
| 12 сентября | Кэрнс, Австралия $25,000 — Хард Турнир 2011                                           | Кейси Деллакква 6-4 7-6(3)                                    | Сандра Заневская                               |
| 12 сентября | Кэрнс, Австралия $25,000 — Хард Турнир 2011                                           | Аю-Фани Дамаянти Джесси Ромпис 6-3 6-3                        | Мария-Фернанда Алвес Саманта Маррей            |
| 12 сентября | Мон-де-Марсан, Франция $25,000 — Грунт Турнир 2011                                    | Бьянка Ботто 6-2 6-4                                          | Лора Торп                                      |
| 12 сентября | Мон-де-Марсан, Франция $25,000 — Грунт Турнир 2011                                    | Каролина Новак Конни Перрен 2-6 6-2 [10-7]                    | Селин Каттанео Наталья Орлова                  |
| 12 сентября | Реддинг, США $25,000 — Хард Турнир 2011                                               | Джулия Босеруп 6-4 2-6 6-3                                    | Ольга Пучкова                                  |
| 12 сентября | Реддинг, США $25,000 — Хард Турнир 2011                                               | Мария Санчес Ясмин Шнак 7-6(2) 4-6 [10-7]                     | Бриттани Огастин Уитни Джонс                   |
| 12 сентября | Роттердам, Нидерланды $25,000 — Грунт Турнир 2011                                     | Дина Пфиценмайер 3-6 6-1 6-1                                  | Штефани Фогт                                   |
| 12 сентября | Роттердам, Нидерланды $25,000 — Грунт Турнир 2011                                     | Леони Мекел Анаук Тигу 7-6(2) 4-6 [10-7]                      | Ана-Клара Дуарте Вивиан Сеньини                |
| 12 сентября | Местре, Италия $50,000 — Грунт Турнир 2011                                            | Мона Бартель 7-5 6-2                                          | Гарбинье Мугуруса-Бланко                       |
| 12 сентября | Местре, Италия $50,000 — Грунт Турнир 2011                                            | Валентина Ивахненко Марина Мельникова 6-4 7-5                 | Тимея Бабош Магда Линетт                       |
| 12 сентября | Загреб, Хорватия $50,000+H — Грунт Турнир 2011                                        | Дия Евтимова 6-2 6-2                                          | Анастасия Пивоварова                           |
| 12 сентября | Загреб, Хорватия $50,000+H — Грунт Турнир 2011                                        | Мария Жуан Кёлер Каталин Мароши 6-0 6-3                       | Мария Абрамович Михаэла Бузарнеску             |
| 12 сентября | Allianz Cup София, Болгария $100,000 — Грунт Турнир 2011                              | Сильвия Солер Эспиноса 2-6 6-6 — отказ                        | Ромина Опранди                                 |
| 12 сентября | Allianz Cup София, Болгария $100,000 — Грунт Турнир 2011                              | Нина Братчикова Дарья Юрак 6-4 7-5                            | Александра Каданцу Иоана-Ралука Олару          |
| 12 сентября | Международный турнир в Нинбо Нинбо, Китай $100,000+H — Хард Турнир 2011               | Анастасия Екимова 7-6(3) 6-3                                  | Эрика Сэма                                     |
| 12 сентября | Международный турнир в Нинбо Нинбо, Китай $100,000+H — Хард Турнир 2011               | Татьяна Лужанская Чжэн Сайсай 6-4 5-7 [10-4]                  | Чжань Цзиньвэй Хань Синьюнь                    |
| 19 сентября | Адана, Турция $10,000 — Хард Турнир 2011                                              | Сюй Цзеюй 6-0 7-5                                             | Никола Франкова                                |
| 19 сентября | Адана, Турция $10,000 — Хард Турнир 2011                                              | Никола Франкова Сюй Цзеюй 7-6(4) 6-4                          | Хуля Эсен Лютфие Эсен                          |
| 19 сентября | Афины, Греция $10,000 — Грунт Турнир 2011                                             | Дениз Хазанюк 1-6 6-3 6-3                                     | Мария Саккари                                  |
| 19 сентября | Афины, Греция $10,000 — Грунт Турнир 2011                                             | Ванда Лукач Кристина Шаховец 6-3 6-2                          | Наталья Седлиска Сильвия Загорска              |
| 19 сентября | Эшпинью, Португалия $10,000 — Грунт Турнир 2011                                       | Жессика Жинье 7-5 6-2                                         | Морган Понс                                    |
| 19 сентября | Эшпинью, Португалия $10,000 — Грунт Турнир 2011                                       | Каролина Даниэльс Каролина Новак 6-3 6-0                      | Морган Понс Алис Тиссе                         |
| 19 сентября | Мадрид, Испания $10,000 — Хард Турнир 2011                                            | Росио де ла Торре-Санчес 4-6 6-2 7-5                          | Юлия Майр                                      |
| 19 сентября | Мадрид, Испания $10,000 — Хард Турнир 2011                                            | Эвелин Майр Юлия Майр 6-1 6-4                                 | Росио де ла Торре-Санчес Хеорхина Гарсия-Перес |
| 19 сентября | Сан-Паулу, Бразилия $10,000 — Грунт Турнир 2011                                       | Мария Иригойен 6-2 6-3                                        | Карла Лусеро                                   |
| 19 сентября | Сан-Паулу, Бразилия $10,000 — Грунт Турнир 2011                                       | Мария Иригойен Карла Лусеро 7-6(10) 6-4                       | Габриэла Се Флавия Гимараеш-Буэно              |
| 19 сентября | Варна, Болгария $10,000 — Грунт Турнир 2011                                           | Ралука Елена Платон 6-0 6-1                                   | Далия Зафирова                                 |
| 19 сентября | Варна, Болгария $10,000 — Грунт Турнир 2011                                           | Камелия-Елена Христя Ралука Елена Платон 6-2 6-3              | Яна Яндова Моника Тумова                       |
| 19 сентября | Дарвин, Австралия $25,000 — Хард Турнир 2011                                          | Кейси Деллакква 6-1 6-2                                       | Акико Омаэ                                     |
| 19 сентября | Дарвин, Австралия $25,000 — Хард Турнир 2011                                          | Мария-Фернанда Алвес Саманта Маррей 6-4 6-2                   | Стефани Бенгсон Тайра Кальдервуд               |
| 19 сентября | Фоджа, Италия $25,000 — Грунт Турнир 2011                                             | Паула Ормаэчеа 6-4 6-4                                        | Рената Ворачова                                |
| 19 сентября | Фоджа, Италия $25,000 — Грунт Турнир 2011                                             | Жанетта Гусарова Рената Ворачова 6-1 6-2                      | Летисия Костас-Морейра Инес Феррер-Суарес      |
| 19 сентября | Тбилиси, Грузия $25,000 — Грунт Турнир 2011                                           | Леся Цуренко 7-6(3) 6-3                                       | Река-Луца Яни                                  |
| 19 сентября | Тбилиси, Грузия $25,000 — Грунт Турнир 2011                                           | Ирина Бурячок Река-Луца Яни 7-6(3) 6-2                        | Елена Богдан Андреа Кох Бенвенуто              |
| 19 сентября | Coleman Vision Tennis Championships Альбукерке, США $75,000 — Хард Турнир 2011        | Регина Куликова 7-5 6-3                                       | Анна Татишвили                                 |
| 19 сентября | Coleman Vision Tennis Championships Альбукерке, США $75,000 — Хард Турнир 2011        | Алекса Глатч Эйжа Мухаммад 4-6 6-3 [10-2]                     | Грейс Мин Мелани Уден                          |
| 19 сентября | AEGON GB Pro-Series Shrewsbury Шрусбери, Великобритания $75,000 — Хард(i) Турнир 2011 | Мона Бартель 6-0 6-3                                          | Хезер Уотсон                                   |
| 19 сентября | AEGON GB Pro-Series Shrewsbury Шрусбери, Великобритания $75,000 — Хард(i) Турнир 2011 | Мария Жуан Кёлер Каталин Мароши 7-6(3) 6-1                    | Аманда Эллиотт Йоханна Конта                   |
| 19 сентября | Open GDF Suez de Bretagne Сен-Мало, Франция $100,000+H — Грунт Турнир 2011            | Сорана Кырстя 6-2 6-2                                         | Сильвия Солер-Эспиноса                         |
| 19 сентября | Open GDF Suez de Bretagne Сен-Мало, Франция $100,000+H — Грунт Турнир 2011            | Нина Братчикова Дарья Юрак 6-4 6-2                            | Юханна Ларссон Ясмин Вёр                       |
| 26 сентября | Амелия-Айленд, США $10,000 — Грунт Турнир 2011                                        | Аманда Кик 6-7(5) 6-2 6-3                                     | Чалена Шоль                                    |
| 26 сентября | Амелия-Айленд, США $10,000 — Грунт Турнир 2011                                        | Дженнифер Брэди Кендаль Вудард 5-7 6-1 [10-7]                 | Эрин Кларк Вэнь Синь                           |
| 26 сентября | Анталия, Турция $10,000 — Грунт Турнир 2011                                           | Зузана Залабска 6-1 7-6(6)                                    | Хильда Меландер                                |
| 26 сентября | Анталия, Турция $10,000 — Грунт Турнир 2011                                           | Хуля Эсен Лютфие Эсен 6-4 6-2                                 | Кристина Казимова Франческа Стефенсон          |
| 26 сентября | Пловдив, Болгария $10,000 — Грунт Турнир 2011                                         | Дина Пфиценмайер 6-4 6-4                                      | Йована Якшич                                   |
| 26 сентября | Пловдив, Болгария $10,000 — Грунт Турнир 2011                                         | Дина Пфиценмайер Юлия Вахачик 6-4 7-5                         | Клелия Мелена Стефания Рубини                  |
| 26 сентября | Умаг, Хорватия $10,000 — Грунт Турнир 2011                                            | Тереза Мрдежа 7-6(2) 4-6 6-2                                  | Зузана Злохова                                 |
| 26 сентября | Умаг, Хорватия $10,000 — Грунт Турнир 2011                                            | Луцмя Бутковска Наталья Костич 7-5 3-6 [10-6]                 | Мартина Борецкая Петра Крейсова                |
| 26 сентября | Клермон-Ферран, Франция $25,000 — Хард(i) Турнир 2011                                 | Андреа Главачкова 6-4 0-6 7-6(6)                              | Татьяна Малек                                  |
| 26 сентября | Клермон-Ферран, Франция $25,000 — Хард(i) Турнир 2011                                 | Мервана Югич-Салкич Энн Кеотавонг 4-6 6-3 [10-8]              | Екатерина Иванова Ксения Лыкина                |
| 26 сентября | Джакарта, Индонезия $25,000 — Хард Турнир 2011                                        | Тамарин Хендлер 5-7 6-4 6-3                                   | Шанель Симмондс                                |
| 26 сентября | Джакарта, Индонезия $25,000 — Хард Турнир 2011                                        | Нича Летпитаксинчай Нунгнадда Ваннасук 6-4 6-4                | Гао Шаоюань Чжао Ицзин                         |
| 26 сентября | Мадрид, Испания $25,000 — Грунт Турнир 2011                                           | Настасья Барнетт 6-2 6-3                                      | Паула Ормаэчеа                                 |
| 26 сентября | Мадрид, Испания $25,000 — Грунт Турнир 2011                                           | Росио де ла Торре-Санчес Хеорхина Гарсия-Перес 5-7 6-4 [10-8] | Кики Бертенс Элин Буйкенс                      |
| 26 сентября | Лас-Вегас, США $50,000 — Хард Турнир 2011                                             | Ромина Опранди 6-7(2) 6-3 7-6(4)                              | Алекса Глатч                                   |
| 26 сентября | Лас-Вегас, США $50,000 — Хард Турнир 2011                                             | Алекса Глатч Машона Вашингтон 6-4 6-2                         | Варвара Лепченко Мелани Уден                   |
| 26 сентября | Телави, Грузия $50,000 — Грунт Турнир 2011                                            | Александра Панова 4-6 6-1 6-1                                 | Александра Каданцу                             |
| 26 сентября | Телави, Грузия $50,000 — Грунт Турнир 2011                                            | Елена Богдан Михаэла Бузарнеску 1-6 6-1 [10-3]                | Екатерина Горгодзе Анастасия Гримальская       |